# زبابة كامشاتكا
زبابة كامشاتكا (الاسم العلمي: Sorex camtschatica) (بالإنجليزية: Kamchatka Shrew)‏ هي نوع من الثدييات يتبع جنس الزبابة من الفصيلة الزبابات.